# エヌ・エス・エル
株式会社エヌ・エス・エル（英: NSL）は、テレビ番組の全般（テレビドラマ・バラエティなど）・劇場映画・ビデオパッケージなどの音楽製作する会社である。1988年設立。
TBSテレビの関連番組が多いがNHKや民放各社などBSも含め取引先は多岐に渡る。他の音効会社とは違い、基本的に選曲を中心に業務をこなしている。専門的な音響効果部分はTBSアクト（旧・サウンズ・アート→アックス）やサウンドシップとタッグを組むことが多いのが特徴である。株式会社日音とは業務提携の関係にあり日音ライブラリーの膨大な音源を使用して作品を作ることができる。また、選曲のみならず自社による音楽制作や音楽プロデュース、サウンドコラージュを専門とするスタッフがいる。

## 所属スタッフ
- 山内直樹  Naoki Yamauchi（代表取締役）
- 戸高良行  Yoshiyuki Todaka
- 宮川亮  Ryo Miyagawa（執行役員クリエイティブヘッド）
- 加藤斉昭  Nariaki Kato
- 御園雅也  Masaya Misono
- 矢崎裕行  Hiroyuki Yazaki
- 高橋拓  Taku Takahashi
- 川井信樹  Nobuki Kawai
- 黒沼寿  Hisashi Kuronuma
- 馬場行俊  Yukitoshi Baba
- 中嶋尊史  Takashi Nakashima
- 山根義久  Yoshihisa Yamane
- 越前屋修  Osamu Echizenya
- 矢野弘明  Yano Hiroaki
- 浜田英二  Eiji Hamada
- 津崎栄作  Eisaku Tsuzaki
- 高橋三智子  MIchiko Takahashi